# Bill Veeck

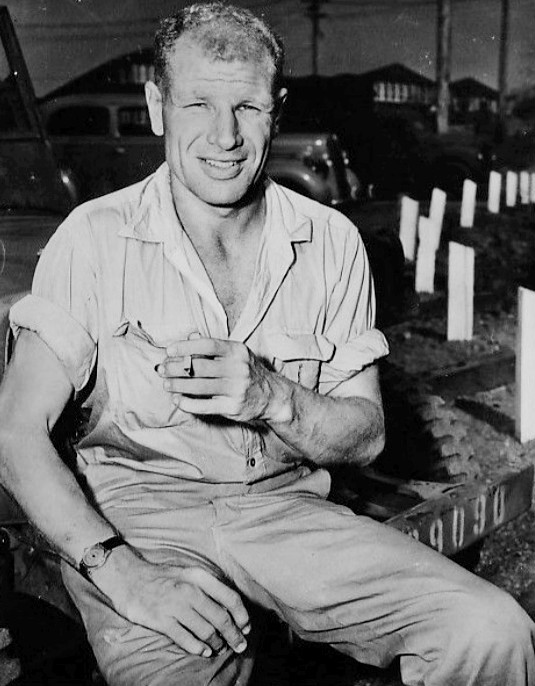
Veeck em 1944 enquanto se recuperava de seus ferimentos da Segunda Guerra Mundial.

William Louis Veeck, Jr. (9 de fevereiro de 1914 – 2 de janeiro de 1986), conhecido simplesmente como Bill Veeck (pronuncia-se "Vék"), nasceu em Chicago, Illinois, e foi dono de três times da Major League Baseball, principal liga de beisebol dos Estados Unidos e Canadá. Veeck foi a última pessoa a comprar um time de beisebol sem dispor de uma grande fortuna.
Ele era mais conhecido por suas "ações de marketing" e pelas inovações que ele introduziu na liga durante o tempo em que ele foi o dono do Cleveland Indians, do St. Louis Browns e do Chicago White Sox. Ele considerava o beisebol entretenimento, não religião. "Indiretamente, [o beisebol] compete com o futebol americano e com o basquete, e suspeito que um dia competirá [nos Estados Unidos] com o futebol. Afinal de contas, é apenas um acidente histórico que o beisebol seja nosso esporte nacional, ao invés do futebol, que é o esporte nacional em quase todos os outros países do mundo", escreveu ele em sua autobiografia, Veeck — As In Wreck.

## Vida antes das grandes ligas
Para Veeck, o beisebol era entretenimento, não religião. Ele começou a tentar provar isso quando comprou seu primeiro time, o Milwaukee Brewers (que não tem nada a ver com os atuais Brewers), da American Association, em 1941, tendo como sócio Charlie Grimm, ex-estrela e ex-treinador do Chicago Cubs, time de que seu pai tinha sido presidente e de que o próprio Bill fora tesoureiro depois.
Mesmo sendo dono de um time, Veeck serviu na Segunda Guerra Mundial pelos Fuzileiros Navais dos Estados Unidos por três anos. Foi nessa época que, em um acidente com um lançador de granadas, ele perdeu seu pé (alguns anos depois, ele teve de amputar a perna toda). Foi também nessa época, em 1942, que ele tentou comprar o Philadelphia Phillies, que estava afundado em dívidas. Reza a lenda, nunca comprovada, que ele pretenderia preencher o elenco do time com jogadores das Ligas Negras, mas que o comissário Kennesaw Mountain Landis, notório racista, vetou o negócio e conseguiu fazer com que a Liga Nacional assumisse o time.

## Cleveland Indians
Só em 1946, aos 32 anos, é que Veeck conseguiria comprar um time das grandes ligas, o Cleveland Indians. Outra possibilidade seria o Pittsburgh Pirates, mas ele acabou optando pelos Indians. Sua primeira decisão foi colocar os jogos do time no rádio, algo polêmico na época, pois supunha-se que isso afastava a torcida dos estádios. No ano seguinte, pouco depois de Jackie Robinson estrear pelo Los Angeles Dodgers, Veeck contratou Larry Doby, o primeiro negro na Liga Americana. Um ano depois, Satchel Paige, o arremessador mais famoso das Ligas Negras, foi contratado e tornou-se, aos 42 anos, o novato mais velho da história das grandes ligas. Nesse ano, os Indians ganharam a Série Mundial pela segunda e última vez.
Outra mudança que ele fez foi em 1947, quando os Indians se mudaram para o Cleveland Municipal Stadium. Veeck mandou instalar uma cerca que se movia em torno de cinco metros no intervalo entre as séries, dependendo se a distância maior favorecia ou prejudicava o time da casa. Não demorou muito para a Liga Americana estabelecer uma regra congelando as medidas do campo durante toda a temporada.
Ele foi também o primeiro a cogitar uma mudança para Los Angeles, que ainda não tinha nenhum time nas grandes ligas, mas o que enfureceu a torcida foi a tentativa de trocar o interbases Lou Boudreau. Percebendo o erro, ele foi desculpar-se em pessoa, visitando todos os bares de Cleveland para isso.
Em 1949, quando os Indians foram eliminados matematicamente da briga pelo título da Liga Americana, o que encerrava o reinado do time como campeão das grandes ligas, Veeck tirou a bandeira comemorativa, colocou-a em um caixão chique e enterrou-a no campo central do Municipal Stadium com direito até a honras militares. Outra excentricidade dessa época foi a reação à carta que um torcedor chamado Joe Earley mandou para um jornal local. Ele questionava por que jogadores ricos e famosos ganhavam noites especiais em sua homenagem ao se aposentar. Veeck não teve dúvidas: criou a Noite do Bom e Velho Joe Earley. O vigia noturno da fábrica da Chevrolet ganhou um carro conversível, uma máquina de lavar, uma geladeira, um conjunto de malas e outros presentes.

## St. Louis Browns
Durante toda a sua "carreira" no beisebol, Veeck teve problemas financeiros. Ao final daquela temporada, eles foram agravados por seu divórcio, já que boa parte de seu dinheiro estava investido nos Indians. Ele foi obrigado a vender o time, mas menos de dois anos depois conseguiu juntar uns trocados para comprar o St. Louis Browns. Foi nesse mesmo ano que ele "convocou" o anão Eddie Gaedel, de 1,09 metro e uma zona de strike de cinco centímetros. Depois da partida, a liga proibiu que outros anões fossem usados no esporte. Em resposta, Veeck questionou se o interbases do New York Yankees, Phil Rizzuto, de 1,67 metro, era um jogador baixo ou um anão alto.
"Eu sabia que a torcida iria adorar [essa declaração] e os cartolas ficariam revoltados", escreveu ele em sua autobiografia. "Eu sempre achei os cartolas um alvo irresistível."
Mas, claro, essa não foi a única encrenca que ele comprou em St. Louis. Como o St. Louis Cardinals alugava o estádio dos Browns, Veeck tentou dar um jeito de expulsar os rivais da cidade, provocando-os com a nova decoração do Sportsman's Park, toda voltada para seu time, e contratando como técnicos Rogers Hornsby e Marty Marion, ícones dos Cards. Foi em St. Louis também que ele criou o Dia do Técnico das Tribunas.
Placas com "sim" e "não" foram distribuídas aos torcedores presentes nas tribunas, entre eles Connie Mack e o próprio Veeck. Cada decisão sobre o time naquela partida foi tomada por meio de votação. A estratégia deu certo, e os Browns venceram por 5-3, quebrando uma sequência de quatro derrotas.
Quando os Cardinals foram comprados pela poderosa cervejaria Anheuser-Busch, esta passou a pressionar os Browns a reformar seu estádio de acordo com as normas estabelecidas pela MLB. Veeck não tinha dinheiro para isso e acabou sendo forçado a vender o Sportsman's Park para os Cards. Esse foi o primeiro sinal de que competir com os rivais municipais seria inviável.
Houve uma primeira tentativa de levar o time para Milwaukee, a mesma cidade onde Veeck foi dono de seu primeiro time, mas a liga, com quem ele brigava o tempo todo, não deu permissão. Depois de perceber que Los Angeles não seria uma alternativa, Baltimore seria o destino, mas a Liga Americana formou um complô contra ele e impediu a mudança, alegando que faltavam apenas três semanas para a temporada começar. Apesar disso, dois dias depois a Liga Nacional aprovou, por unanimidade, a mudança do Boston Braves para Milwaukee. Sem alternativa, ele foi obrigado a vender os Browns na temporada seguinte. Ao final dela, o time mudou-se para Baltimore e tornou-se o Baltimore Orioles em 1954.

## Chicago White Sox
Veeck só voltaria a ser dono de um time em 1959, quando comprou os White Sox. No mesmo ano, eles voltaram à Série Mundial pela primeira vez em 40 anos e quebraram o recorde de público da franquia, graças às iniciativas de marketing que ele bolava, como o placar explosivo, que emitia efeitos visuais e sonoros, além de dar início a uma queima de fogos de artifício sempre que os Sox rebatiam um home run. De acordo com o livro A História da Liga Americana, depois de os Yankees terem visto o placar explosivo algumas vezes, Clete Boyer, seu terceira-base, que não tinha um taco dos mais poderosos, rebateu um home run, e Mickey Mantle e outros jogadores de Nova York saíram do banco segurando velinhas explosivas. É óbvio que Veeck não deixou a ideia passar em branco. Acima do placar do estádio dos Sox, até hoje encontram-se versões estilizadas dessas velas.
Foi em Chicago também que Gaedel voltou para um campo de beisebol. Não mais como jogador, é claro, mas como "extraterrestre", ao lado de três outros anões, com "armas a laser" apontadas para os jogadores Nellie Fox e Luis Aparício no Comiskey Park. Em provável alusão a Veeck, Gaedel falou no microfone: "Eu não quero ser levado ao seu líder. Eu já o conheci." Gaedel ainda seria contratado, junto com outros anões, em 1961, como vendedor de arquibancada, a fim de não ficar na frente dos torcedores durante o jogo.
Em 1961, Veeck decidiu vender sua parte nos Sox, por problemas de saúde. Enquanto esteve afastado do beisebol, ele depôs contra o passe no processo que Curt Flood moveu contra a MLB a fim de ganhar passe livre. Esse ato de "rebeldia" foi mal-visto pelos donos dos outros times, assim como sua autobiografia, publicada no mesmo ano em que ele se afastou. Mesmo assim, isso não impediu que Veeck voltasse a ser o dono dos Sox em 1975, ainda que ele achasse que aquele momento, entre o fim dos anos 1960 e começo dos anos 1970 fosse uma época para esportes violentos como o futebol americano chamarem a atenção do público local, e não esportes de reflexão como o beisebol.
Sua criatividade ainda não conhecia limites. Logo no dia seguinte ele conduziu quatro trocas ao lado de seu gerente geral, Roland Hemond, no lobby de um hotel, com uma placa onde se lia, escrito a mão, "Abertos para negócios. Apenas com hora marcada" e um bom público presenciando a cena. Ele foi o flautista em uma encenação antes da primeira partida de 1976, ano do bicentenário da independência dos Estados Unidos, trouxe de volta Minnie Miñoso para oito passagens pelo bastão, para que ele tivesse jogado em quatro décadas diferentes — ele faria o mesmo em 1980, para estender a marca para cinco décadas — e ainda fez o time jogar de shorts em uma partida.
Em 1979 ele deu aos torcedores presentes ao estádio no dia de abertura ingressos grátis para o dia seguinte, por causa da derrota por 10-2 para o Toronto Blue Jays. E, no dia 12 de julho, teve sua ideia mais famosa: a Noite da Demolição da Música Disco.

### Noite da Demolição da Música Disco
Quem trouxesse um LP de Música Disco ao estádio pagaria apenas 98 centavos de dólar pelo ingresso para os dois jogos entre White Sox e Detroit Tigers programados para aquele dia. Entre as partidas, o DJ Steve Dahl — que tinha sido demitido por uma rádio que passou a transmitir apenas músicas Disco, mas já estava trabalhando em uma rádio de rock — explodiria os LPs junto com fogos de artifício.
Veeck e Dahl esperavam que a promoção trouxesse cerca de cinco mil pessoas a mais, mas o estádio acabou lotado com 59 mil pessoas, mais outras 15 mil que não conseguiram entrar. Depois do primeiro jogo, que os Sox perderam por 4 a 1, Dahl explodiu com pompa uma enorme caixa cheia de LPs. Até aí, as coisas ainda estavam razoavelmente ordeiras. Mas, no final da "cerimônia", centenas de torcedores invadiram o campo, arrancando pedaços de grama, queimando placas, derrubando uma grade de treinamento de rebatidas e arremessando LPs como se fossem frisbees. As bases foram literalmente roubadas.
"A maioria das pessoas não veio ao estádio para o jogo de beisebol", lamentou Veeck. "Eles vieram pela promoção e não voltarão mais. Esse foi meu grande erro." Já Dahl, em uma entrevista ao jornal Chicago Tribune, simplesmente espantou-se: "Nunca poderia pensar que eu, um DJ estúpido, poderia atrair 70 mil pessoas para uma demolição de música Disco."
Depois que avisos no placar eletrônico e pelos alto-falantes foram infrutíferos, o pelotão de choque da polícia teve de agir. Foram presas 37 pessoas. Vendo que o gramado mais parecia uma paisagem lunar com (um pouco de) grama e temendo por sua segurança, os Tigers decidiram não voltar a campo para o segundo jogo da noite, e por isso os Sox foram punidos com a derrota por W.O. Os dois jogos seguintes da série foram disputados, nos dois dias seguintes, mas pelo resto da temporada ouviu-se reclamações de jogadores e treinadores sobre o estado do gramado.

## Últimos anos
Em 1981, ele finalmente se aposentou de vez do beisebol, porque não conseguia competir com times mais ricos no novo mercado de agentes livres. A partir de então, e até sua morte, em 1986, aos 71 anos, ele pôde ser visto em alguns jogos dos Cubs, sentado nas arquibancadas externas tomando cerveja — sem camisa.